# Synode in Fritzlar (1118)

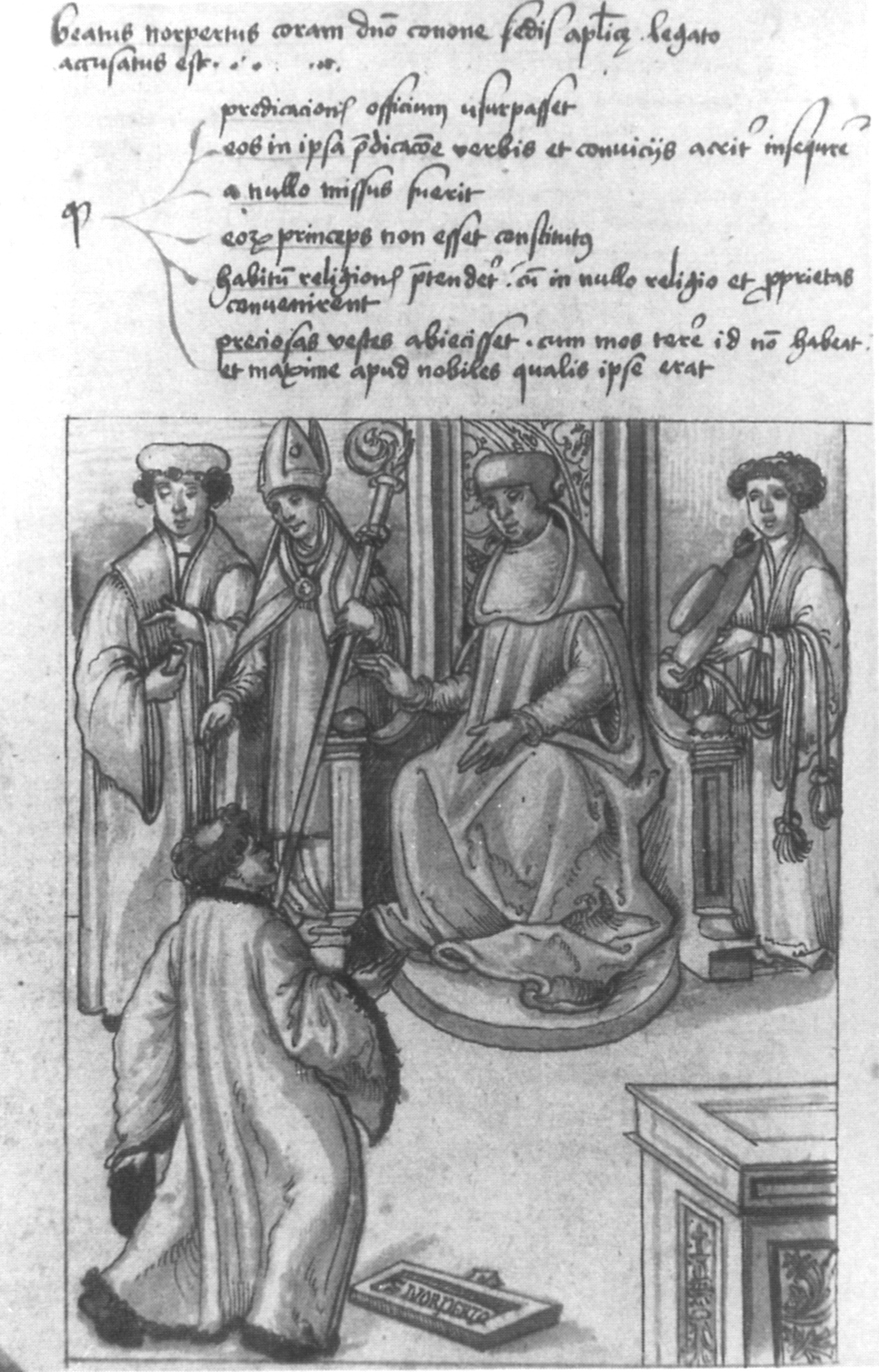
Norbert von Xanten verteidigt sich bei der Synode in Fritzlar; aus dem Norbert-Zyklus im so genannten Traditionskodex aus Kloster Weißenau, um 1525

Die vom päpstlichen Kardinallegaten Kuno von Praeneste geleitete Synode in Fritzlar des Jahres 1118 fand am 28. Juli dieses Jahres in Fritzlar in Nordhessen statt.
Hauptthema dieser Versammlung der deutschen Bischöfe war der päpstliche Bann gegen Kaiser Heinrich V., der im Investiturstreit mit Rom lag.  Der inzwischen verstorbene Papst Paschalis II. hatte Heinrich mit dem Bann belegt, und die Synode verkündete und bestätigte den erneuten Bann des neuen Papstes Gelasius II. gegen den Kaiser. Gleichzeitig enthob die päpstliche Partei der Kirchenfürsten den Fürstbischof Otto von Bamberg seines Amtes, weil er als Reichskanzler seinem Kaiser im Streit mit Rom treu geblieben war.
Auf derselben Synode verteidigte sich der später heiliggesprochene Norbert von Xanten, der nachmalige Gründer des Prämonstratenserordens und spätere Erzbischof von Magdeburg, durch seine Berufung auf Johannes den Täufer erfolgreich gegen den Vorwurf der Ketzerei, den die Amtskirche wegen seiner charismatischen Reform- und Bußpredigten als Wanderprediger erhoben hatte.